# Albert White (ciclista)
George Albert White (Brigg, 19 de febrero de 1890-Scunthorpe, 1 de marzo de 1965) fue un deportista británico que compitió en ciclismo en la modalidad de pista. Participó en los Juegos Olímpicos de Amberes 1920, obteniendo una medalla de plata en la prueba de persecución por equipos.

## Medallero internacional
| Juegos Olímpicos | Juegos Olímpicos  | Juegos Olímpicos | Juegos Olímpicos        |
| Año              | Lugar             | Medalla          | Competición             |
| ---------------- | ----------------- | ---------------- | ----------------------- |
| 1920             | Amberes (Bélgica) | Medalla de plata | Persecución por equipos |